# Marcin Krzywicki
Marcin Krzywicki (ur. 29 listopada 1986 w Bydgoszczy) – polski piłkarz, występujący na pozycji napastnika.

## Kariera klubowa

### Początki
Krzywicki jest wychowankiem Zawiszy Bydgoszcz, którego barwy reprezentował do 2005 roku. Wtedy to odszedł do występującego wówczas w klasie okręgowej Pomorzanina Serock. W klubie tym grał przez kolejne półtora sezonu, zaś na początku 2007 roku został graczem Victorii Koronowo.

### Ekstraklasa
17 czerwca 2008 Krzywicki podpisał czteroletni kontrakt z Cracovią. Po odniesionej kontuzji Krzywicki jednak nie zachwycał i wiosną 2009 został na pół roku wypożyczony do drugoligowego Zawiszy Bydgoszcz. Cały sezon 2009/2010 Krzywicki spędził także na wypożyczeniu, jednakże tym razem w Unii Janikowo. Po zakończeniu sezonu Krzywicki powrócił do Cracovii. 26 listopada 2010 w ligowym spotkaniu z GKS-em Bełchatów zdobył on swojego debiutanckiego gola w Ekstraklasie. 28 lipca 2011 roku został na rok wypożyczony do pierwszoligowego Ruchu Radzionków.

### Dalsza kariera
W sierpniu 2012 roku podpisał umowę z Wisłą Płock. W swoim debiucie przeciwko Wiśle Puławy minutę po wejściu na boisko strzelił bramkę.
W rundzie jesiennej sezonu 2015/2016 I ligi występował w Dolcanie Ząbki. Swoje premierowe trafienie w barwach drużyny spod Warszawy zanotował w 3. kolejce, w spotkaniu przeciwko GKS-owi Bełchatów. Osiem minut po wejściu na plac gry z ławki rezerwowych, Krzywicki ustalił wynik spotkania na 1:1. Napastnik w zespole Dolcanu zdobył także dwa dublety bramkowe z rzędu – w meczach przeciwko Zagłębiu Sosnowiec oraz Arce Gdynia. Pierwszy z nich podopieczni Dariusza Dźwigały wygrali 4:1, drugi natomiast przegrali 3:2. 6 lutego 2016 został wybrany w plebiscycie tygodnika Piłka Nożna, piłkarzem roku 2015 w mediach społecznościowych. 11 lutego 2016 Dolcan Ząbki z powodu złej sytuacji finansowej zdecydował się wystawić zawodnika na listę transferową.
15 lutego 2016 podpisał kontrakt z pierwszoligową Chojniczanką Chojnice. W klubie zadebiutował 5 marca 2016 w meczu z Sandecją Nowy Sącz (0:1), Wystąpił łącznie w 9 ligowych meczach tej drużyny.
26 lipca 2016 został piłkarzem drugoligowego GKS-u Bełchatów. W klubie zadebiutował cztery dni później, strzelając dwa gole w ligowym meczu z Olimpią Zambrów. Łącznie w rundzie jesiennej sezonu 2016/17 wystąpił w 15 meczach GKS-u strzelając 4 gole.
28 lutego 2017 Krzywicki podpisał 2,5-letni kontrakt z III-ligowym Widzewem Łódź. W klubie zadebiutował 18 marca 2017 w ligowym meczu z Motorem Lubawa (2:0), będącym jednocześnie uroczystą inauguracją nowego stadionu Widzewa. Napastnik spędził na boisku 75' minut i zaliczył asystę drugiego stopnia przy golu Mateusza Michalskiego na 1:0. 26 kwietnia 2017, podczas wygranego 6:0, meczu wojewódzkiego Pucharu Polski z LKS-em Kwiatkowice, strzelił swoje dwie pierwsze bramki dla Widzewa. 3 maja 2017, w 86' minucie meczu z Huraganem Wołomin, zdobył swoją debiutancką, ligową bramkę w barwach Widzewa, zapewniając drużynie domowe zwycięstwo 2:1. W tym samym spotkaniu doznał kontuzji zerwania więzadła krzyżowego w kolanie.
12 lipca 2017, za porozumieniem stron rozwiązał swój kontrakt z Widzewem, informując tym samym o zakończeniu profesjonalnej kariery piłkarskiej. Później występował w niższych ligach w lokalnych klubach w Kujawsko-Pomorskiem. 

### Życie prywatne
Po zakończeniu kariery powrócił do Bydgoszczy, gdzie otworzył własny gabinet fizjoterapeutyczny. Założył także firmę wykonującą nadruki na odzież piłkarską i świadczącą usługi w branży reklamowej.

## Kariera reprezentacyjna
W lipcu 2008 Marcin Krzywicki został powołany przez selekcjonera Leo Beenhakkera do reprezentacji Polski, jednakże z udziału w zgrupowaniu kadry wykluczyła go kontuzja pachwiny.

## Statystyki
| Klub                     | Sezon              | Liga               | Liga  | Liga   | Puchar Polski | Puchar Polski | Puchar Ekstraklasy | Puchar Ekstraklasy | Europa | Europa | Suma  | Suma   |
| Klub                     | Sezon              | Liga               | Mecze | Bramki | Mecze         | Bramki        | Mecze              | Bramki             | Mecze  | Bramki | Mecze | Bramki |
| ------------------------ | ------------------ | ------------------ | ----- | ------ | ------------- | ------------- | ------------------ | ------------------ | ------ | ------ | ----- | ------ |
| Victoria Koronowo        | 2006/07            | III liga           |       | 2      |               | 2             | –                  | –                  | –      | –      |       | 4      |
| Victoria Koronowo        | 2007/08            | III liga           | 27    | 10     |               | 0             | –                  | –                  | –      | –      |       | 10     |
| Cracovia                 | 2008/09            | Ekstraklasa        | 8     | 0      | 1             | 0             | 5                  | 0                  | 2      | 0      | 16    | 0      |
| Zawisza Bydgoszcz (wyp.) | 2008/09            | II liga            | 13    | 0      | 0             | 0             | –                  | –                  | –      | –      | 13    | 0      |
| Unia Janikowo (wyp.)     | 2009/10            | II liga            | 26    | 14     | 0             | 0             | –                  | –                  | –      | –      | 26    | 14     |
| Cracovia                 | 2010/11            | Ekstraklasa        | 12    | 1      | 0             | 0             | –                  | –                  | –      | –      | 12    | 1      |
| Ruch Radzionków          | 2011/12            | I liga             | 13    | 2      | 1             | 0             | –                  | –                  | –      | –      | 14    | 2      |
| Wisła Płock              | 2012/13            | II liga            | 30    | 9      | 0             | 0             | –                  | –                  | –      | –      | 30    | 9      |
| Wisła Płock              | 2013/14            | I liga             | 32    | 10     | 0             | 0             | –                  | –                  | –      | –      | 32    | 10     |
| Wisła Płock              | 2014/15            | I liga             | 25    | 2      | 2             | 3             | –                  | –                  | –      | –      | 27    | 5      |
| Dolcan Ząbki             | 2015/16            | I liga             | 11    | 5      | 2             | 0             | –                  | –                  | –      | –      | 13    | 5      |
| Chojniczanka Chojnice    | 2015/16            | I liga             | 9     | 0      | 0             | 0             | –                  | –                  | –      | –      | 9     | 0      |
| GKS Bełchatów            | 2016/17            | II liga            | 15    | 4      | 0             | 0             | –                  | –                  | –      | –      | 15    | 4      |
| Widzew Łódź              | 2016/17            | III liga           | 8     | 1      | 1             | 2             | –                  | –                  | –      | –      | 9     | 3      |
| KS Łochowo               | 2017/18            | klasa okręgowa     | 14    | 9      | 0             | 0             | –                  | –                  | –      | –      | 14    | 9      |
| KS Łochowo               | 2018/19            | klasa okręgowa     | 7     | 5      | 3             | 6             | –                  | –                  | –      | –      | 10    | 11     |
| Ogólnie w karierze       | Ogólnie w karierze | Ogólnie w karierze |       | 74     |               | 13            | 5                  | 0                  | 2      | 0      |       | 87     |

## Sukcesy

### Indywidualne
- Piłkarz roku w social media w Plebiscycie Piłki Nożnej: 2015